# درب قلعه
درب قلعه، روستایی از توابع بخش مرکزی شهرستان استهبان در استان فارس، ایران است.

## جمعیت
این روستا در دهستان ایج قرار دارد و براساس سرشماری مرکز آمار ایران در سال ۱۳۸۵، جمعیت آن ۱٬۲۲۳ نفر (۲۷۵خانوار) بوده‌است.
تاریخچه این روستا با توجه به آثار باستانی موجود به دوره هخامنشان بر می‌گردد.
شغل مردم این روستا اغلب کشاورزی می‌باشد. باغ‌های انار، انجیر و زیتون از محصولات درب قلعه محسوب می‌شود. اقوام ترک و عرب نیز در این منطقه زندگی می‌کنند اما اکثریت فارس زبان هستند. به دلیل رودخانه‌ای که از کنار این روستا می‌گذرد آن را تبدیل به یکی از مکان‌های تفریحی شهر نموده‌است. درب قلعه روستایی زیبا است با مردمی مهمان نواز و خون‌گرم این مردم علاوه بر کشاورزی به دامداری نیز مشغولند که بیشتر گاو پرورش می‌دهند. نام این رودخانه، رودبال است که در حاشیه این رودخانه اکثریت مردم مشغول به برنجکاری می‌باشند.